# فارمرز برنچ (تگزاس)
فارمرز برنچ، تگزاس(به انگلیسی: Farmers Branch, Texas) شهری در ایالت تگزاس از ایالات جنوبی ایالات متحده آمریکا است. در سرشماری سال ۲۰۰۰، جمعیت این شهر ۲۷۵۰۸ نفر اعلام شد.